# Едвард де Боно
Едвард де Боно (енгл. Edward de Bono; Британска Малта, 19. мај 1933 — 9. јун 2021) био је британски психолог и доктор медицине.
Написао је 65 књига које су преведене на 37 језика и држао је предавања у више од 57 земаља. Де Боно је отац латералног, новог вида мишљења које спаја аналитичко и критичко размишљање. Едвард де Боно показује како свако може може да научи да буде креативан. 
Његова теорија шест шешира за размишљање прихваћена је широм света а истоимена књига један је од бестселера примењене псиохологије. Компанија МДЦ из Канаде је израчунала да су применом његове методе уштедели 20 милиона долара већ у првој години. У Америци су проценили да метода шест шешира знатно унапређује и убрзава рад пороте у судским процесима. Сам је одржао креативне тренинге за више од 200.000 људи и кроз интерактивне радионице успео да им пренесе свој метод креативног размишљања. Подучавања о вештини размишљања одржао је и за водеће светске корпорације као што су IBM, НТТ (Јапан), Шел, Ериксон, Форд.
Основна теза Де Бона јесте да се у модерном друштву недовољно добро размишља и сматра да класично образовање не развија вештину размишљања. Према његовим речима, основно образовање „угуши две трећине потенцијала за размишљање а факултет преосталу трећину”. Сматра да је садашњи начин размишљања који су устоличили грчки филозофи одн. како их он назива „трочлана банда Грка” (Сократ, Платон, Аристотел) недовољно добар зато што је он ограничен и ретко кад може да донесе нешто ново и револуционарно.

## Критички осврт
- ВВС news од 14. децембра 1998. у чланку „Шест шешира: Едвард де Боноова чудна лекција“, у већем делу текста приказује критичке осврте на идеје изложене у његовим књигама као и на начин презентације. Ту налазимо да је Ентони Денијелс, коментатор „Дејли телеграфа“ поводом де Боноове књиге „Textbook of Wisdom" написао: „Нисам често имао прилику да прочитам једну такву дубоко баналну књигу као што је ова."

- Коментатор „Фајненшел тајмса“ Луси Келавеј у приказу књиге „Parallel Thinking" каже: „Као и увек са Де Боноом, све је прожето ароганцијом која вас оставља без даха“. Алан Рајан о књизи каже да је „екстравагантно хвалисава и интелектуално празна“.

- Једну од најоштријих критика Де Боноових теоретских поставки објавио је „Индипендент" из пера Вилијема Хартстона који се осврнуо на Де Бонову анегдоту да језик Инуита има једну једину реч за исказ „Ја те много волим, али то не значи да бих волео са тобом да идем у лов на туљане“. Хартстон констатује да и енглески језик има тако упечатљиве и информативне речи, нпр. „Чуо сам то што сте имали да кажете, разумео тврђења која сте хтели да истакне-те, али налазим да је ваша аргументација потпуно неубедљива. Та реч је ср... (bullshit) и ваша књига је препуна тога“.

- Стивен Нордби каже: „Заиста сам заинтригиран ко су Де Бонови следбеници..... Шта је то што стварно привлачи људе к њему и претвара их у одане следбенике? Привлачност религијских секти и култова је вероватно што нуде уточиште људима који не могу успешно да се носе са претњама савременог света... Едвард де Боно је роба (commodity) и предмет трговине. Он је био у стању да неке домишљато сковане речи упакује и понуди у замену за нешто што савремени свет цени више од истине: новац."